# Ласалл (Колорадо)
Ласалл (англ. LaSalle) — місто (англ. town) в США, в окрузі Велд штату Колорадо. Населення — 2359 осіб (2020).

## Географія
Ласалл розташований за координатами 40°20′55″ пн. ш. 104°42′21″ зх. д. / 40.34861° пн. ш. 104.70583° зх. д. (40.348657, -104.705902).  За даними Бюро перепису населення США в 2010 році місто мало площу 2,32 км², уся площа — суходіл. В 2017 році площа становила 2,48 км², уся площа — суходіл.

## Демографія
Згідно з переписом 2010 року, у місті мешкало 1955 осіб у 699 домогосподарствах у складі 524 родин. Густота населення становила 844 особи/км².  Було 746 помешкань (322/км²).
Расовий склад населення:
| - 83,9 % — білих - 0,8 % — корінних американців - 0,5 % — азіатів - 0,4 % — чорних або афроамериканців - 11,9 % — осіб інших рас |

До двох чи більше рас належало 2,5 %. Частка іспаномовних становила 35,0 % від усіх жителів.
За віковим діапазоном населення розподілялося таким чином: 27,6 % — особи молодші 18 років, 59,7 % — особи у віці 18—64 років, 12,7 % — особи у віці 65 років та старші. Медіана віку мешканця становила 36,4 року. На 100 осіб жіночої статі у місті припадало 95,3 чоловіків;  на 100 жінок у віці від 18 років та старших — 95,9 чоловіків також старших 18 років.
Середній дохід на одне домашнє господарство  становив 61 666 доларів США (медіана — 48 906), а середній дохід на одну сім'ю — 63 365 доларів (медіана — 53 333). Медіана доходів становила 45 543 долари для чоловіків та 34 911 долар для жінок. За межею бідності перебувало 14,3 % осіб, у тому числі 23,5 % дітей у віці до 18 років та 8,5 % осіб у віці 65 років та старших.
Цивільне працевлаштоване населення становило 974 особи. Основні галузі зайнятості: освіта, охорона здоров'я та соціальна допомога — 18,5 %, науковці, спеціалісти, менеджери — 11,2 %, сільське господарство, лісництво, риболовля — 11,0 %.